# Burgdorf BE
| BE ist das Kürzel für den Kanton Bern in der Schweiz. Es wird verwendet, um Verwechslungen mit anderen Einträgen des Namens Burgdorf zu vermeiden. |

Burgdorf (in der berndeutschen Ortsmundart Burdlef [ˈbʊːrdləf], französisch Berthoud) ist eine Stadt und Einwohnergemeinde im Schweizer Kanton Bern. Sie gehört zum Verwaltungskreis Emmental.

## Geschichte

### Ereignisgeschichte
1175 wurde Burtorf im Zusammenhang mit einer Schenkungsurkunde Herzog Berchtolds IV. von Zähringen erstmals erwähnt, was sich aber nur auf die Burg bezog, da die Stadt erst im Entstehen begriffen war. Das Haus Zähringen starb jedoch 1218 aus, womit dem Traum dieses Adelsgeschlechts von der Errichtung eines territorial geschlossenen Fürstenstaats im Raum Süddeutschland-Deutschschweiz ein Ende gesetzt war. Ein Grossteil des Erbes, so auch Burgdorf, kam an das Haus Neu-Kyburg, das in komplizierter Weise mit dem Hause Habsburg verwandt war. Von den Kyburgern hat die Stadt das Wappen (schwarz-weiss mit gelber Einfassung).
1273 trat die Goldene Handfeste in Kraft, die älteste erhaltene Fassung des Burgdorfer Stadtrechts. Manche Bestimmungen blieben über 500 Jahre, bis zum Untergang der Alten Eidgenossenschaft, in Kraft. Vermutlich haben die Kyburger vorbestehende Rechte aus der zähringischen Zeit übernommen und erweitert. Insgesamt erhielt die Stadt eine weitgehende Autonomie vom Adelsgeschlecht der Kyburger.
1384 kam die Stadt in den Besitz der Stadt Bern. Hintergrund ist der rasante wirtschaftliche Niedergang des Hauses (Neu-)Kyburg. In ihrer Finanznot wandten sich die Kyburger zuerst an ihre mächtigen Verwandten, die Habsburger. Dies löste Abwehrhaltungen in der bürgerlichen Burgdorfer Führungsschicht aus, da (wohl nicht ganz zu Unrecht) eine Beschneidung der weit gehenden Autonomie vom Fürstenhaus befürchtet wurde. Die aufstrebende Stadt Bern packte die Gelegenheit beim Schopf und belagerte die Stadt. Kyburg leistete im Burgdorferkrieg von 1383/84 anfänglich militärischen Widerstand, musste sich aber schliesslich fügen. Formell wechselte Burgdorf durch Kauf die Hand; Bern wollte den Anschein einer unrechtmässigen Aneignung vermeiden, und die verarmten Kyburger brauchten das Geld.
In den Jahren 1475/1476 errichtete ein Unbekannter, vielleicht in Verbindung mit der benachbarten Kartause Thorberg Schloss Thorberg, eine Druckerei und druckte sieben theologisch-erbauliche Werke in Latein.
Die Stadtkirche wurde von 1471 bis 1512 erbaut, wozu Bürger, Zünfte und private Stiftungen beitrugen. 1528 führte Bern die Reformation ein, und die Altäre in der Kirche wurden entfernt. Schultheiss von 1525 bis 1529 war der spätere Berner Heerführer und Eroberer der Waadt, Hans Franz Nägeli. Das um 1280 gegründete Barfüsserkloster wurde säkularisiert, das dazugehörige Konventgebäude diente als burgerliches Pfrundhaus bis zum Abriss 1821, und die Heiligkreuzkirche wurde bereits 1541 abgetragen.
Bei einem Grossbrand in der Oberstadt brannten 1706 rund 60 Häuser ab. 1729 wurde erstmals eine erste Solennität (noch heute durchgeführtes Schulfest, die «Solätte») auf Anregung vom Dekan Johann Rudolf Gruner, der auch Gründer der Stadtbibliothek ist, durchgeführt.
Johann Heinrich Pestalozzi entwickelte von 1800 bis 1804 seine Unterrichts- und Erziehungsmethode in Burgdorf und begründete diese theoretisch in seinem Hauptwerk Wie Gertrud ihre Kinder lehrt.
1899 wurde die Burgdorf-Thun-Bahn als erste elektrische Vollbahn Europas eröffnet. Die Motorisierung im 20. Jahrhundert hatte schliesslich zur Folge, dass 1989 die gesamte Oberstadt für verkehrsfrei erklärt wurde. Im Herbst 2002 wurde das aus privaten Mitteln finanzierte Museum Franz Gertsch eröffnet.
Archäologische Untersuchungen der letzten Jahrzehnte erlauben es, die bauliche Entwicklung der Stadt im Mittelalter besser zu verstehen (siehe auch Abschnitt Literatur).

### Ortsname
Den Namen erklärt die Stadt wortspielerisch auf ihrer Website so: Burgdorf ist kein Dorf, sondern eine Stadt. Die Burg jedoch steht da, bloss nennt man sie Schloss.
Sprachwissenschaftlich liegt eine Zusammensetzung von «Burg» und «Dorf» vor, wobei letzteres eine geschlossene Siedlung im Gegensatz zu Einzelsiedlungen meint. Die früheste Erwähnung der Burg als castellum Bertaldi ducis findet sich in der Chronik Bernolds von Konstanz aus dem Jahre 1084 und verweist wohl auf Berthold I. von Rheinfelden (die Stadt kam erst nach 1080 an die Zähringer). Die Ortschaft selbst wird ab 1175 erwähnt, so 1175 in de Burtorf Albertus de Porta, 1201 in Anselmus de Burcdorf und 1210 in Actum in Burgundia, in castello Burgdorf. Die Meinung, im Bestimmungsglied Burg- stecke ursprünglich der Name Bertholds IV. von Zähringen, der erst später zu «Burg» umgedeutet worden sei, wird von der heutigen Ortsnamenforschung abgelehnt. Der französische Name Berthoud dürfte hingegen tatsächlich auf den Namen Berthold zurückgehen, aber auf den im Erstbeleg erwähnten Besitzernamen Berthold I. von Rheinfelden und nicht auf den Stadtgründer Berthold IV. von Zähringen.

## Stadtbild

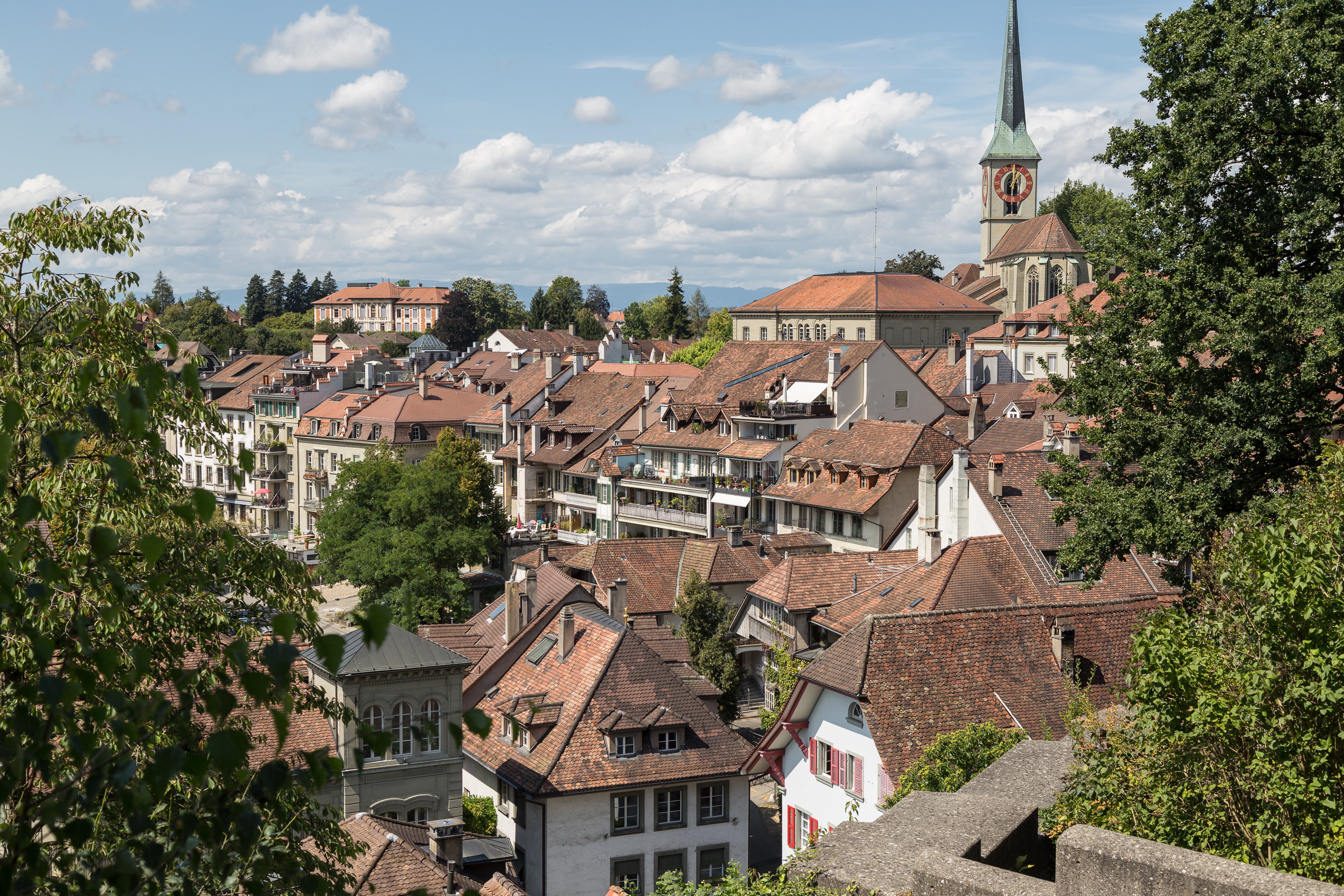
Blick vom Schloss zur Altstadt

Burgdorf, historisches Luftbild von 1919, aufgenommen aus 400 Metern Höhe von Walter Mittelholzer

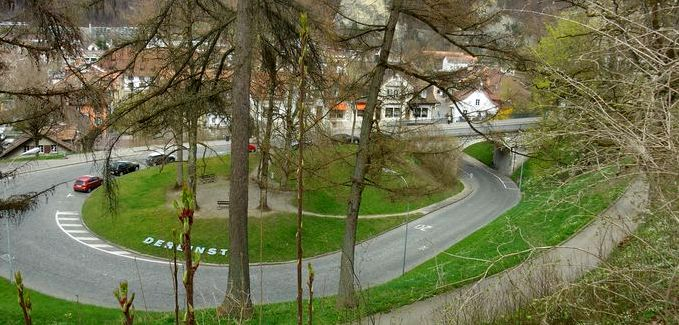
Staldenstrasse und Staldenbrücke zwischen alter Unterstadt und Oberstadt (rechts, ausserhalb des Bildes)

Das Gemeindegebiet von Burgdorf besteht aus einem grösseren Bereich links der Emme und einem kleineren Teil rechts der Emme. Die Stadtsiedlung hat sich rings um die Altstadt und den Burghügel entwickelt. Entlang der Emme liegen die Wohnzonen Obere Allmend, Schachen, Schützenmatt, Felseggquartier, Bahnhofquartier und Schlangeschächeli. Die Altstadt umfasst das Schloss, den Alten Märit und die Oberstadt. Im grossen neuen Stadtgebiet südwestlich der Altstadt liegen der Bahnhof Burgdorf-Steinhof und das Regionalspital Emmental AG Burgdorf. Ebenfalls der Bahnhof Oberburg und das Quartier «Burgdorf Süd» ist noch auf Burgdorfer Gemeindeboden. Gegen Südwesten gehört in der bewaldeten Hügellandschaft ein Teil des Tals am Krauchtalbach zu Burgdorf. Östlich der Emme befinden sich die Wohnquartiere Lorraine, Gyrisberg und Ey. Im Norden hat Burgdorf Anteil am Tal der Ösch mit dem Weiler Grafenschüren.
Der beträchtliche Höhenunterschied auf kurzem Weg zwischen der alten Unterstadt und der Oberstadt wird seit 1835 mit einer verlängerten, sich selbst überbrückenden Strasse, die über die Staldenbrücke führt, überwunden.

## Klima
Für die Normalperiode 1991–2020 betrug die Jahresmitteltemperatur 9,3 °C, wobei im Januar mit 0,4 °C die kältesten und im Juli mit 18,7 °C die wärmsten Monatsmitteltemperaturen gemessen wurden. Im Mittel sind hier rund 100 Frosttage und 19 Eistage zu erwarten. Sommertage gibt es im Jahresmittel rund 50, während im Schnitt 11 Hitzetage zu verzeichnen sind. Die Messstation von MeteoSchweiz befindet sich in der Gemeinde Koppigen, auf 485 m ü. M., ca. 7 km nördlich des Stadtzentrums (Luftlinie).
|                        | Jan  | Feb  | Mär  | Apr  | Mai  | Jun  | Jul  | Aug  | Sep  | Okt  | Nov  | Dez  |   |       |
| Mittl. Temperatur (°C) | 0,4  | 1,1  | 5,2  | 8,9  | 13,2 | 16,8 | 18,7 | 18,4 | 14,0 | 9,5  | 4,3  | 1,0  | ⌀ | 9,3   |
| Mittl. Tagesmax. (°C)  | 3,1  | 5,2  | 10,5 | 14,9 | 18,9 | 22,9 | 25,1 | 24,6 | 19,7 | 14,1 | 7,5  | 3,5  | ⌀ | 14,2  |
| Mittl. Tagesmin. (°C)  | −2,7 | −2,8 | 0,3  | 3,1  | 7,5  | 11,1 | 12,8 | 12,7 | 9,2  | 5,6  | 1,2  | −1,8 | ⌀ | 4,7   |
|                        |      |      |      |      |      |      |      |      |      |      |      |      |   |       |
| Niederschlag (mm)      | 65   | 57   | 63   | 76   | 105  | 107  | 107  | 115  | 85   | 86   | 77   | 85   | Σ | 1028  |
|                        |      |      |      |      |      |      |      |      |      |      |      |      |   |       |
| Regentage (d)          | 10,1 | 9,3  | 9,5  | 9,5  | 11,9 | 11,4 | 10,8 | 11,2 | 9,1  | 10,3 | 10,6 | 11,4 | Σ | 125,1 |
|                        |      |      |      |      |      |      |      |      |      |      |      |      |   |       |
| Luftfeuchtigkeit (%)   | 86   | 81   | 75   | 73   | 74   | 73   | 71   | 74   | 79   | 85   | 88   | 88   | ⌀ | 78,9  |

| −2,7 |

| −2,8 |

| 0,3 |

| 3,1 |

| 7,5 |

| 11,1 |

| 12,8 |

| 12,7 |

| 9,2 |

| 5,6 |

| 1,2 |

| −1,8 |

| −2,7 |

| −2,8 |

| 0,3 |

| 3,1 |

| 7,5 |

| 11,1 |

| 12,8 |

| 12,7 |

| 9,2 |

| 5,6 |

| 1,2 |

| −1,8 |

Der Hitzerekord in Koppigen wurde am 27. Juni 2019 mit 36,5 °C gemessen.

## Wirtschaft und Bildung
In der Neuzeit gab es in der Burgdorfer Ober- und Unterstadt zahlreiche, sehr aktive Hafnereibetriebe, unter denen die der Familien Vögeli, Gammeter und Aeschlimann hervorgehoben werden müssen.
In der Stadt gab es im 19. und 20. Jahrhundert mehrere Maschinenfabriken und Medizintechnikfirmen. Seit den 1920er Jahren werden im Umkreis von Burgdorf ca. zehn Kleinkraftwerke betrieben.
Burgdorf gilt im Kanton als die «Stadt der Schulen». Heute gibt es in Burgdorf insgesamt sieben Schulen, drei Kindergärten und eine Fachhochschule mit zwei Fachbereichen. Den Grundstein für die Schulstadt legte 1798 Johann Heinrich Pestalozzi, der während fünf Jahren in Burgdorf tätig war. Er errichtete in Burgdorf eine Volksschule und ein Lehrerseminar im Schloss. Im Laufe späterer Jahrzehnte wurden in Burgdorf nebst den Grundschulen auch das grösste Gymnasium des Kantons Bern, das Technikum (heutige Fachhochschule) sowie eine grosse Berufsschule aufgebaut. Die Departemente Architektur, Holz und Bau und Technik und Informatik der Berner Fachhochschule sind hier vertreten.
2009 wurde die politische Diskussion über eine weitergehende Zentralisierung der Fachhochschule begonnen, so dass auch der Standort Burgdorf diskutiert wird. Im Februar 2011 wurde der Grundsatzentscheid des Regierungsrates bekannt: Ziel sei es, durch die Konzentration der BFH an den Standorten Bern und Biel die Fachhochschule im schweizerischen Wettbewerb zu stärken. Somit wird mittelfristig der Standort Burgdorf geschlossen.
Bis heute setzt sich Burgdorf für ein flächendeckendes und hochwertiges Bildungssystem ein und stärkt den Bildungsstandort Burgdorf mit Schulen und Ausbildungsstätten von regionaler Bedeutung. Die Stadt investiert deshalb auch in den Bau neuer Schulanlagen und in den Aufbau eines regionalen Bildungszentrums am Standort.

## Verkehr
Burgdorf war zwischen 1996 und 2006 Teil eines Pilotprojekts unter dem Titel «Fussgänger- und Velomodellstadt Burgdorf». Dieses hatte zum Ziel, den Fuss- und Veloverkehr mittels Innovationen, Projekten und Angeboten zu fördern. Die so erzielten Ergebnisse sollten wegweisend sein für Massnahmen in anderen Städten sowie als Grundlage für die Gesetzgebung der Schweiz dienen. Das Projekt war eine Zusammenarbeit des VCS und des damaligen Bundesamts für Energiewirtschaft und stand unter Schutz des damaligen Bundesamts für Polizeiwesen und des Fonds für Verkehrssicherheit. Im Rahmen dieses Pilotprojekts wurde zum Beispiel die Begegnungszone entwickelt. Diese wurde zuerst unter dem Namen Flanierzone ab 1998 in Burgdorf getestet und trat ab 2002 in der geänderten Signalisationsverordnung schweizweit in Kraft. Mittlerweile wurde dieses innovative Konzept auch in Deutschland, Österreich und Belgien übernommen. Im Rahmen der «Modellstadt» wurde auch ein Velohauslieferdienst lanciert, und es entstand eine bewachte Velostation am Burgdorfer Bahnhof. Diese fungiert als Integrationsprojekt und bietet kundenorientierte Dienstleistungen für eine umweltfreundliche Mobilität an. Zahlreiche weitere Teilprojekte wurden realisiert.
Das Velo ist ein wichtiges Verkehrsmittel in Burgdorf und hat einen starken Anteil am Modalsplit. So waren bereits im Jahr 2000 41 % aller Burgdorfer Binnenpendler täglich mit dem Velo unterwegs. Burgdorf gilt als velofreundlichste Stadt der Schweiz, es wurde 2022, wie bereits 2010, 2014 und 2018, beim vierjährlichen PRIX Velostädte von Pro Velo Schweiz als Velostadt Nummer 1 der Schweiz ausgezeichnet.

## Gesundheitswesen
Burgdorf verfügt über ein öffentliches Spital mit 24-Stunden-Notfallversorgung. Es bildet zusammen mit dem Spital Langnau die Regionalspital Emmental AG.

## Politik
- Grüne: 6
- SP: 11
- EVP: 2
- GLP: 4
- Mitte: 5
- FDP: 4
- SVP: 6
- EDU: 1
- Unabh.: 1

Vollamtlicher Stadtpräsident ist seit 2017 Stefan Berger (SP). Die übrigen sechs Mitglieder der Exekutive, die Gemeinderat heisst, sind nebenamtlich. Der Gemeinderat ist seit den Wahlen vom 29. November 2020 parteipolitisch folgendermassen zusammengesetzt: 2 SP, 2 BDP, 1 glp, 1 Grüne, 1 EVP. Die Legislatur dauert vier Jahre. Der Gemeinderat wird nach Majorzwahlrecht gewählt, wobei die Wahl des Stadtpräsidenten am selben Tag wie die übrigen städtischen Wahlen erfolgt, aber als separate Wahl. Eine schweizweite Besonderheit des Wahlverfahrens der Burgdorfer Exekutive besteht darin, dass seit 2004 nur ein Wahlgang stattfindet, d. h., es genügt für die Wahl das relative Mehr.
Seit 1921 hat Burgdorf als Legislative ein Parlament, das Stadtrat heisst und 40 Mitglieder zählt. Vorher bestand eine Gemeindeversammlung. Der Stadtrat wird seit seiner Gründung nach dem Proporzwahlrecht gewählt, wobei Listenverbindungen möglich sind. 2020 bildeten die Mitte-links-Parteien (SP, Grüne, EVP) und die bürgerlichen Parteien (SVP, BDP, FDP, EDU, JF) jeweils eine Listenverbindung, während die Grünliberalen alleine antraten. Die Parteienzusammensetzung und die Wähleranteile lauten wie folgt:
| Partei                                            | Sitze 2008 | Stimmenanteil 2008 | Sitze 2012 | Stimmenanteil 2012 | Sitze 2016 | Stimmenanteil 2016 | Sitze 2020 | Stimmenanteil 2020 | Sitze 2024 | Stimmenanteil 2024 |
| ------------------------------------------------- | ---------- | ------------------ | ---------- | ------------------ | ---------- | ------------------ | ---------- | ------------------ | ---------- | ------------------ |
| SP Burgdorf                                       | 11         | 25,73 %            | 11         | 24,64 %            | 12         | 27,10 %            | 11         | 25,13 %            | 11         | 25,01 %            |
| SVP Burgdorf                                      | 6          | 14,88 %            | 7          | 17,67 %            | 7          | 17,80 %            | 7          | 16,16 %            | 6          | 14,27 %            |
| FDP Burgdorf                                      | 5          | 10,53 %            | 4          | 9,64 %             | 5          | 9,33 %             | 5          | 11,39 %            | 4          | 9,02 %             |
| Grüne Burgdorf (bis 2012 GFL Burgdorf)            | 5          | 13,01 %            | 4          | 10,86 %            | 4          | 11,13 %            | 6          | 14,84 %            | 6          | 14,31 %            |
| Grünliberale Burgdorf (glp)                       | -          | -                  | 2          | 6,06 %             | 4          | 7,84 %             | 4          | 12,03 %            | 4          | 11,02 %            |
| EVP Burgdorf                                      | 3          | 7,29 %             | 2          | 6,50 %             | 2          | 6,75 %             | 3          | 7,69 %             | 2          | 6,46 %             |
| EDU Burgdorf                                      | 1          | 3,95 %             | 1          | 4,00 %             | 1          | 3,47 %             | 1          | 3,21 %             | 1          | 4,31 %             |
| Die Mitte Burgdorf                                | 1          | 3,34 %             | 1          | 2,24 %             | 0          | 1,80 %             | -          | -                  | 5          | 12,79 %            |
| König Jonas Lauwiner im Dienst für die Burgdorfer | -          | -                  | -          | -                  | -          | -                  | -          | -                  | 1          | 2,81 %             |
| Jungfreisinnige Burgdorf (JF)                     | 1          | 2,38 %             | 1          | 2,00 %             | 0          | 1,86 %             | 0          | 1,00 %             |            | N/A                |
| BDP Burgdorf                                      | 7          | 16,69 %            | 7          | 16,38 %            | 5          | 12,92 %            | 3          | 8,56 %             | -          | -                  |
| Schweizer Demokraten (SD)                         | 0          | 2,20 %             | -          | -                  | -          | -                  | -          | -                  | -          | -                  |

Das Präsidium des Stadtrats wechselt jedes Jahr (Neuwahl jeweils an der letzten Sitzung des vorangehenden Jahres) und wird nach ungeschriebenen Regeln abwechselnd unter den Parteien vergeben.
Die Stimmenanteile der Parteien anlässlich der Nationalratswahl 2023 betrugen:
SP 26,80 % (+5,33), SVP 18,98 % (+0,62), Grüne 12,84 % (−2,89), glp 11,71 % (0,42), Mitte 9,81 % (−1,07), FDP 7,17 % (−1,60), EVP 6,60 % (+0,50), EDU (inkl. DM) 3,16 % (0,88), SD 0,26 & (+0,01).

## Bevölkerung

### Einwohnerentwicklung
| Jahr      | 1764 | 1850 | 1880 | 1900 | 1930 | 1950   | 1960   | 1970   | 1980   | 1990   | 2000   | 2010   | 2017   | 2022   |
| --------- | ---- | ---- | ---- | ---- | ---- | ------ | ------ | ------ | ------ | ------ | ------ | ------ | ------ | ------ |
| Einwohner | 1225 | 3636 | 6549 | 8404 | 9772 | 11'586 | 13'936 | 15'888 | 15'379 | 15'373 | 14'714 | 15’402 | 17'187 | 16'586 |

### Religion
In Burgdorf befinden sich eine evangelisch-reformierte Kirche (Stadtkirche), eine römisch-katholische Kirche (Maria Himmelsfahrt) und einige weitere Gotteshäuser anderer christlicher Glaubensgemeinschaften. Zudem stehen in Burgdorf eine Moschee (Albanische Vereinigung HANA E RE) und ein Hindutempel (Sathya Sai Baba Center).
Derzeit gehören 53 % der Burgdorfer Bevölkerung den Reformierten Kirchen Bern-Jura-Solothurn, 12,5 % der Römisch-katholischen Landeskirche des Kantons Bern und 35 % keiner Landeskirche an.

### Städtepartnerschaften
Burgdorf pflegt offizielle Partnerschaften mit
- Burgdorf (Region Hannover) in Deutschland
- Epesses im Kanton Waadt
- San Pellegrino Terme in der italienischen Provinz Bergamo

Mit den anderen Zähringerstädten werden freundschaftliche Verbindungen gepflegt.

## Kunst, Kultur

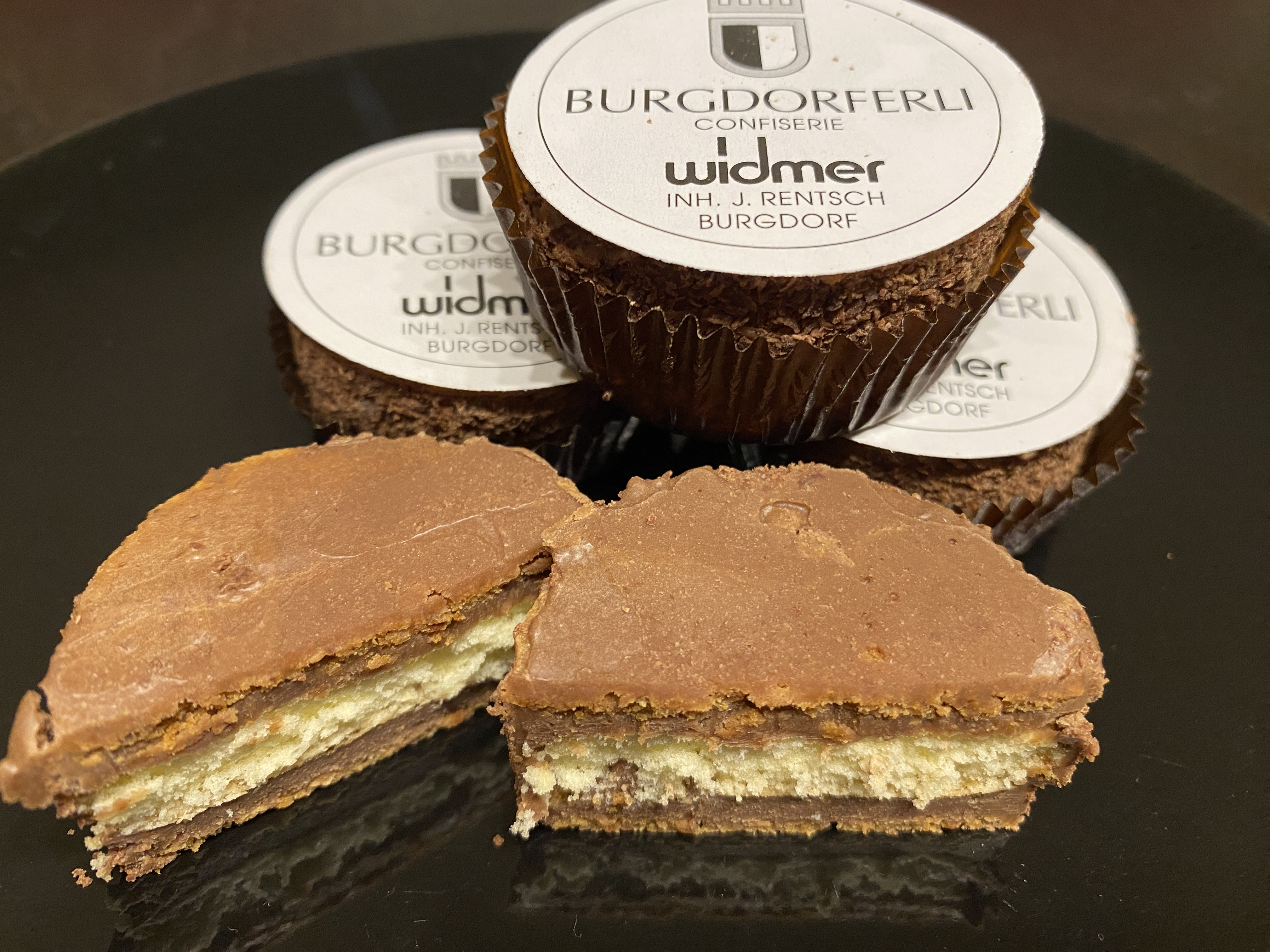
Burgdorferli, eine Gebäckspezialität aus Burgdorf

### Veranstaltungen
- Die Solätte (Solennität) ist ein Volksfest, das in Burgdorf jeweils am letzten Montag des Monats Juni gefeiert wird. Die erste Solätte fand 1729 mit einem Schulumzug statt. Der Schulumzug ist noch heute Teil davon. Am 26. Juni 2005 wurde die 275. Solätte gefeiert.
- 1993 und 1994 fanden die ersten Burgdorfer Krimitage statt. Seitdem wird dieses Krimifestival alle zwei Jahre durchgeführt, das sich um fiktive, literarische, theatralische und reale Krimis dreht.

### Sehenswürdigkeiten

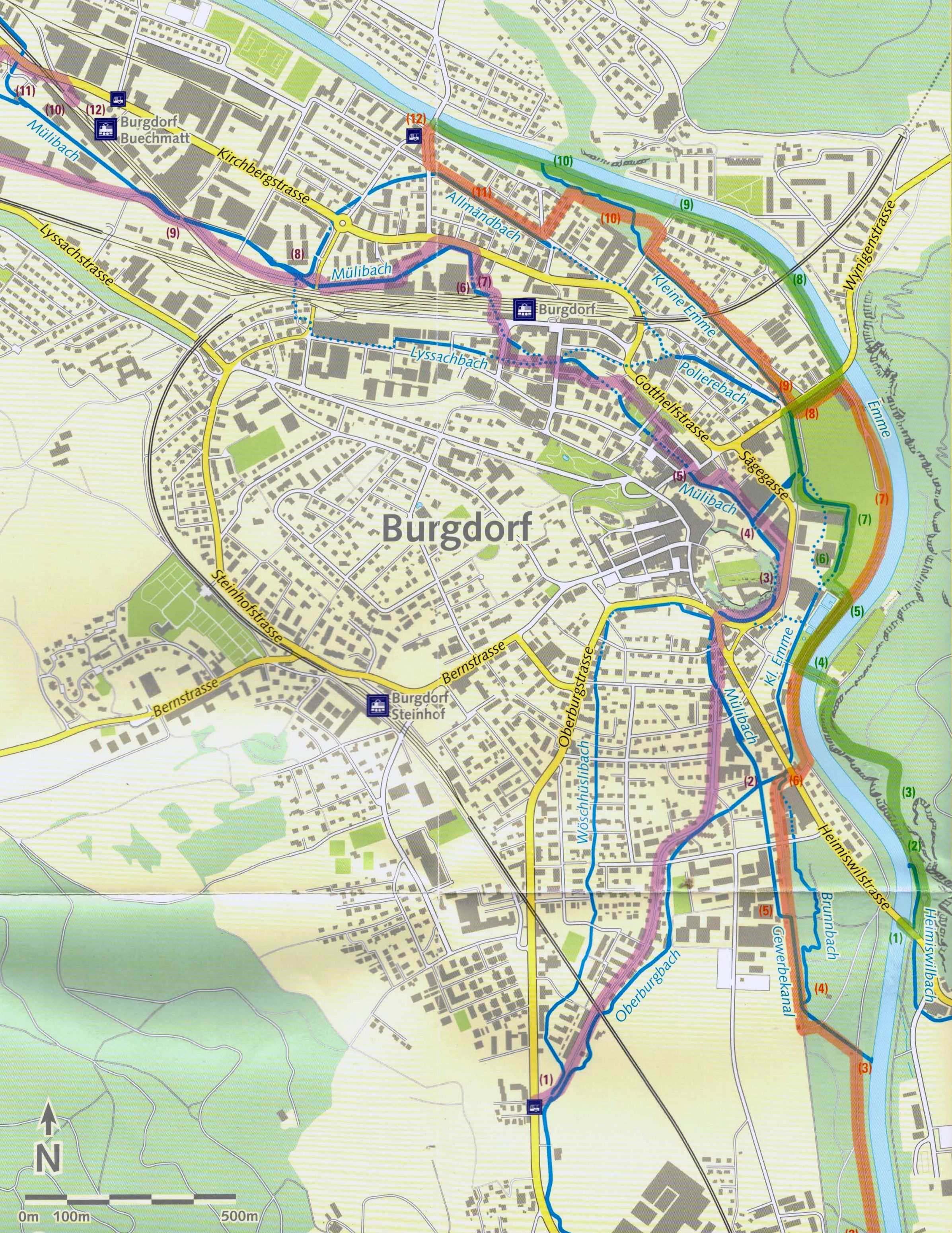
Kanäle und Bäche in Burgdorf; Empfehlung dreier Erkundungs-Streifzüge:
orange - promenieren
grün - Abenteuer
violett - Technik

- Schützenmatte mit Sandstein-Flühen
- Netz aus Kanälen und künstlichen Bächen in der Unterstadt
- Schloss Burgdorf
- Spätgotische Stadtkirche 1471–1490
- Altstadt, mit Gassen, Plätzen und zahlreichen historischen Gebäuden
- Kanal- und Bachnetz in der Unterstadt
- Stadthaus und Burgerratskanzlei mit Bürgerarchiv[31]
- Ehemaliges Kornhaus (beherbergte von 1991 bis 2005 ein Museum für schweizerische Volkskultur)
- Ehemalige älteste Apotheke in Burgdorf war die «kleine Kirchbühl-Apotheke»
- Siechenhaus und Kapelle
- Gerechtigkeitsbrunnen
- Luginbühl-Museum im alten Schlachthaus
- Museum Franz Gertsch

### Burgdorfer Schriftsteller
Der jenische Schriftsteller Albert Minder lebte in Burgdorf. Von 1926 bis 1928 war er Stadtrat als Abgeordneter der SPS. Seine wichtigsten Werke: Der Sohn der Heimatlosen (1925) und Die Korberchronik – Aus dem Wanderbuch eines Heimatlosen (1948). Im Steinhofquartier ist ein Weg nach ihm benannt.

## Persönlichkeiten
- Hans Franz Nägeli (1497–1579), Schultheiss von 1525 bis 1529 in Burgdorf
- Samuel Huber (1547–1624), Theologe, geboren in Burgdorf
- Johannes Vögeli (1642–1714), Hafner, Iseler und Einunger, geboren in Burgdorf
- Jakob Vögeli (1680–1724), Hafner, geboren in Burgdorf
- Samuel Hieronymus Grimm (1733–1794), Landschaftsmaler und Dichter
- Johann Heinrich Pestalozzi (1746–1827), Pädagoge und Schulreformer, wirkte 1800 bis 1804 in Burgdorf
- Gottlieb Jakob Kuhn (1775–1849), Dichter, Kalenderredaktor, seit 1824 Pfarrer der Stadtkirche
- Friedrich Trechsel (1776–1849), Theologe, Mathematiker, Physiker, Astronom und Geodät
- Johann Ludwig Schnell (1781–1859), Politiker
- Karl Schnell (1786–1844), Jurist und Politiker
- Jakob Peter Gameter (1789–1829), Jurist, Buchhändler und Schriftsteller
- Johann «Hans» Schnell (1793–1865), Arzt, Naturwissenschaftler und Politiker
- Johann Jakob Reithard (1805–1857), Dichter und Publizist, lebte von 1835 bis 1840 in Burgdorf
- Johann Ulrich Aebi (1846–1919), Unternehmer, Gründer Landmaschinenhersteller Aebi
- Emil Günter (1853–1927), Unternehmer, Politiker und Autor
- Christian Ferdinand Schiess (1856–1884), Söldner und Träger des Victoria-Kreuzes
- Max Buri (1868–1915), Maler, geboren in Burgdorf
- Heinrich Schiffmann (1872–1904), Fotograf, Sammler und Mäzen
- Rudolf Aeschlimann (1884–1961), Pädagoge, war Mitgründer der reformpädagogischen Freien Schulgemeinde Wickersdorf in Thüringen und der Schule am Meer auf der deutschen Nordseeinsel Juist, später Vorsteher der Mädchensekundarschule und der Leiter der Stadtbibliothek Burgdorf
- Hans Morgenthaler (1890–1928), Schriftsteller, geboren in Burgdorf
- Louis Dürr (1896–1972), Maler, geboren in Burgdorf und zwischenzeitlich dort lebend
- Werner Neuhaus (1897–1934), Maler, Zeichner und Grafiker
- Felix Schnyder (1910–1992), Schweizer Diplomat, Schweizer Gesandter in Israel, Schweizer Mission bei der UNO in New York und Schweizer Botschafter in den USA und Hochkommissar der Vereinten Nationen für Flüchtlinge
- Hans Werthmüller (1912–2005), Schriftsteller, Lyriker, Buchhändler und Bryologe, geboren in Burgdorf
- Otto Hiltbrunner (1913–2017), Klassischer Philologe
- Hermann Haller (1914–2002), Komponist und Lehrer, geboren und geschult in Burgdorf
- Ulrich Frey (1918–2006), Arzt und Direktor des Eidgenössischen Gesundheitsamtes
- Lisa della Casa (1919–2012), Opernsängerin
- Kurt Blum (1922–2005), Fotograf und Dokumentarfilmer, verbrachte Lehrzeit in Burgdorf
- Fritz Räz (1922–2020), Politiker
- Heinz Egger (* 1937), Maler und Grafiker, lebt und arbeitet in Burgdorf
- Anne-Marie Rey (1937–2016), Frauenrechtlerin und Politikerin, in Burgdorf geboren
- Brigitte Bachmann-Geiser (* 1941), Musikethnologin
- Hans Peter Walter (* 1944), Rechtswissenschaftler, Hochschullehrer und Präsident des Bundesgerichts
- Willy Michel (* 1947 in Burgdorf), Unternehmer und Kunstmäzen, auch langzeitig wohnhaft in Burgdorf, Träger der städtischen Ehrenmedaille
- Paul Wiedmer (* 1947), Künstler und Bildhauer
- Res Ingold (* 1954), Konzeptkünstler
- Endo Anaconda (1955–2022), in Burgdorf geborener Sänger und Schriftsteller
- Hans Herrmann (* 1963), Journalist, Schriftsteller und Theaterautor
- Martin Schütz (1963–2018), Chemiker, in Burgdorf geboren
- Peter Balzli (* 1964),  Journalist beim Schweizer Radio und Fernsehen (SRF)
- Andrea Rüfenacht (* 1967), Stadträtin und Grossrätin (SP)
- Stefan Berger (* 1969), Stadtrat, Stadtpräsident und Grossrat (SP)
- Nik Hartmann (* 1972), Fernseh- und Radiomoderator
- Christine Brand (* 1973), Schriftstellerin und Journalistin, in Burgdorf geboren
- Martin Gerber (* 1974), Eishockey-Torhüter
- Konrad Blaser (* 1975), Pastor, Autor, Leiter der Hope & Life Church
- Christa Markwalder (* 1975), Nationalrätin, Nationalratspräsidentin 2015/16
- Simon Michel (* 1977), Unternehmer und Politiker (FDP), in Burgdorf geboren
- Giuliano Musio (* 1977), Schriftsteller
- Simone Niggli-Luder (* 1978), Orientierungsläuferin
- Nadja Pieren (* 1980), Nationalrätin
- Christof Wynistorf (* 1985), Paracyclist
- Martina Moser (* 1986), Fussballspielerin
- Pablo Nouvelle (* 1986), DJ, Musiker, Produzent
- Remo Zumstein (* 1988), Slam-Poet und Kabarettist
- Pascal Berger (* 1989), Eishockeyspieler
- Alain Berger (* 1990), Eishockeyspieler
- Samuel Kreis (* 1994), Eishockeyspieler
- Sascha Lehmann (* 1998), Sportkletterer

## Bilder

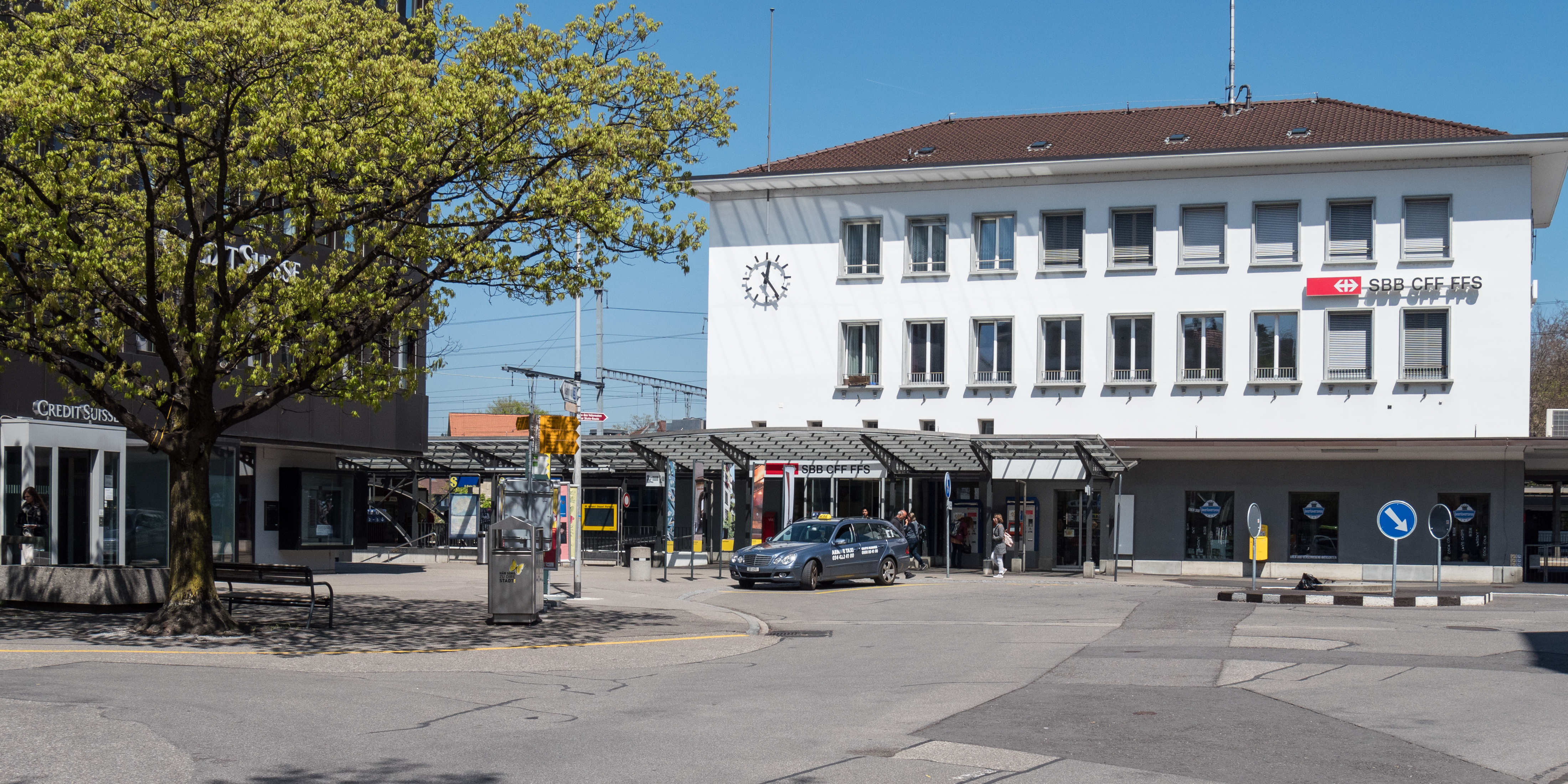
Bahnhof Burgdorf
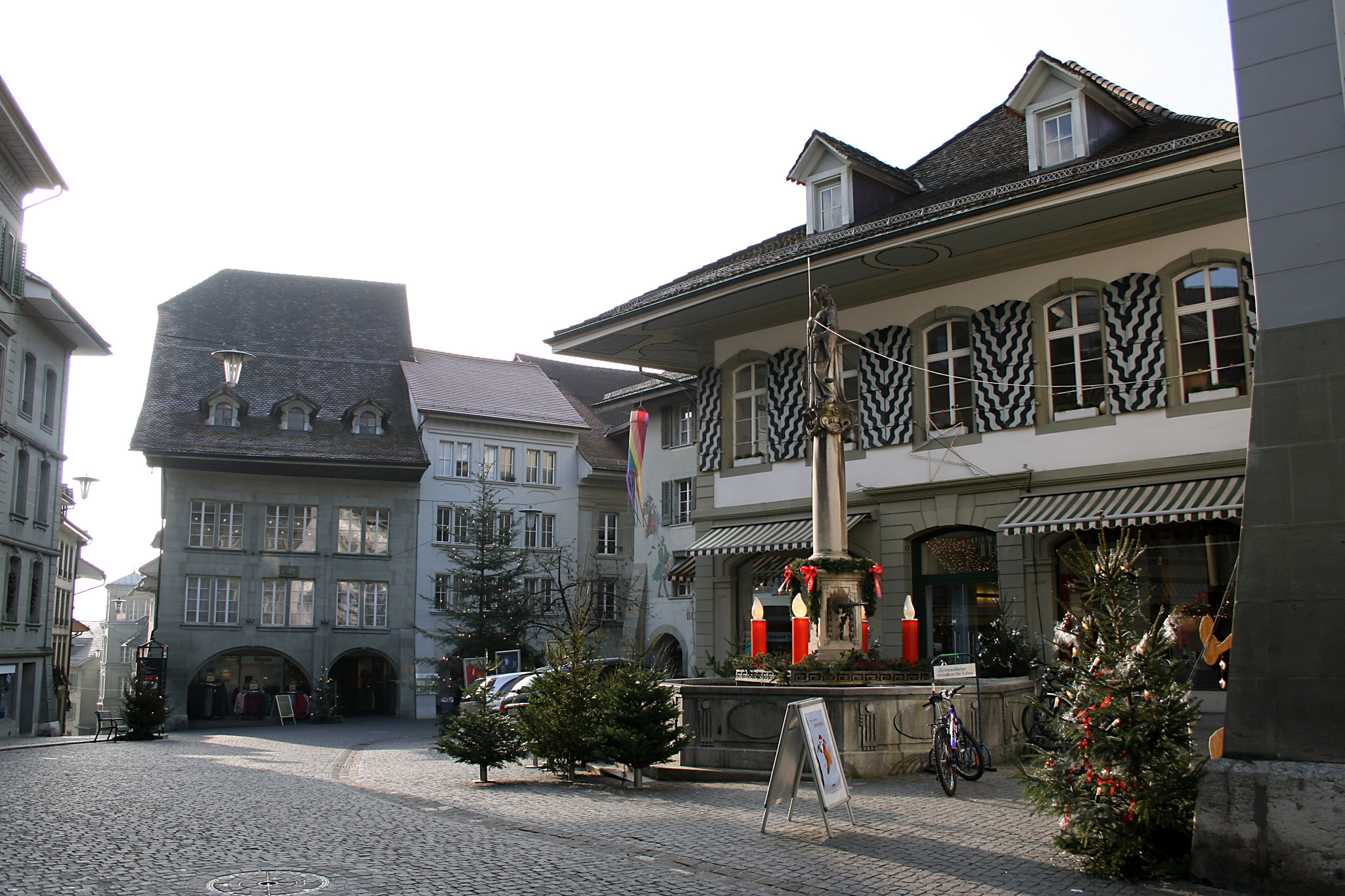
Kronenplatz
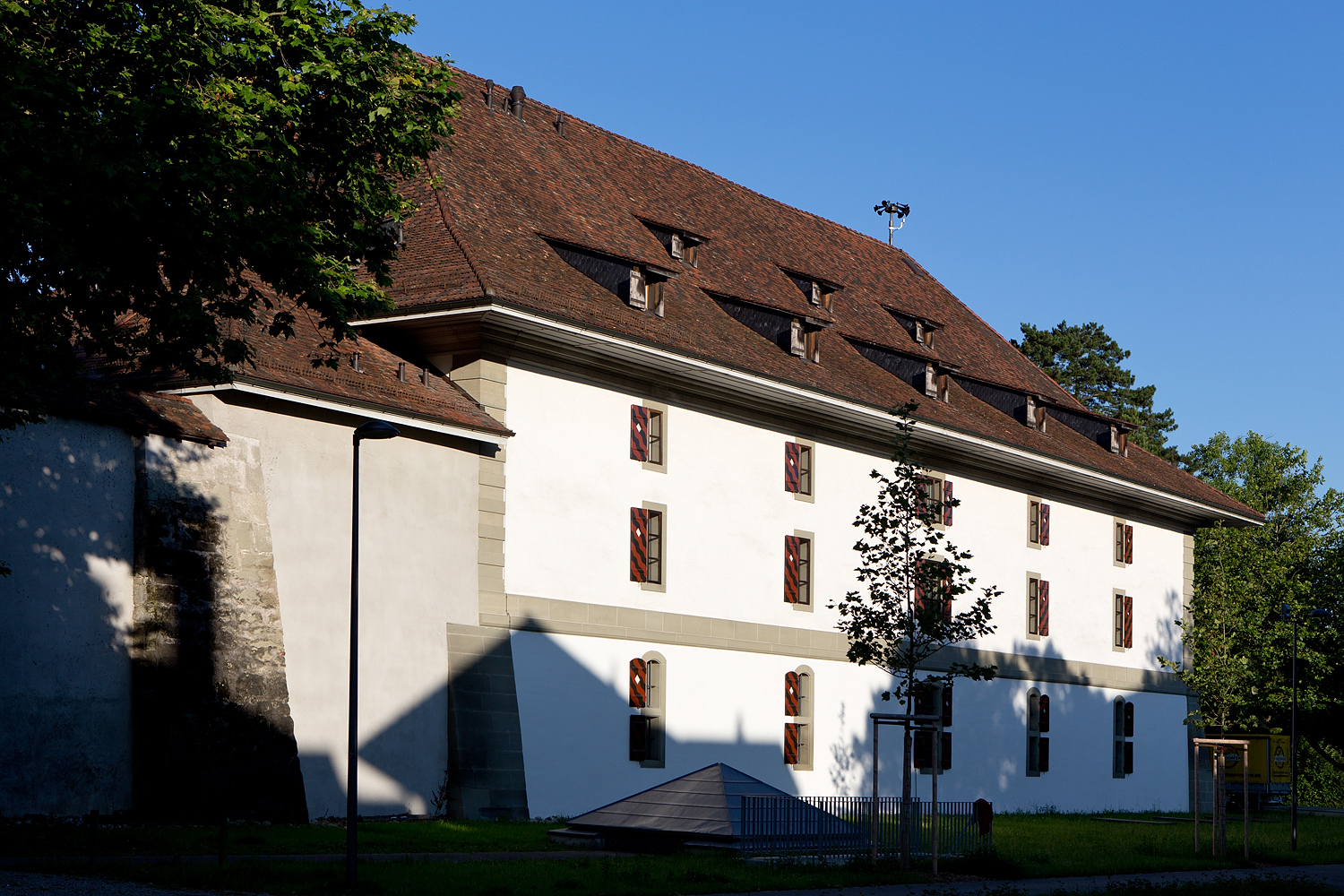
Kornhaus
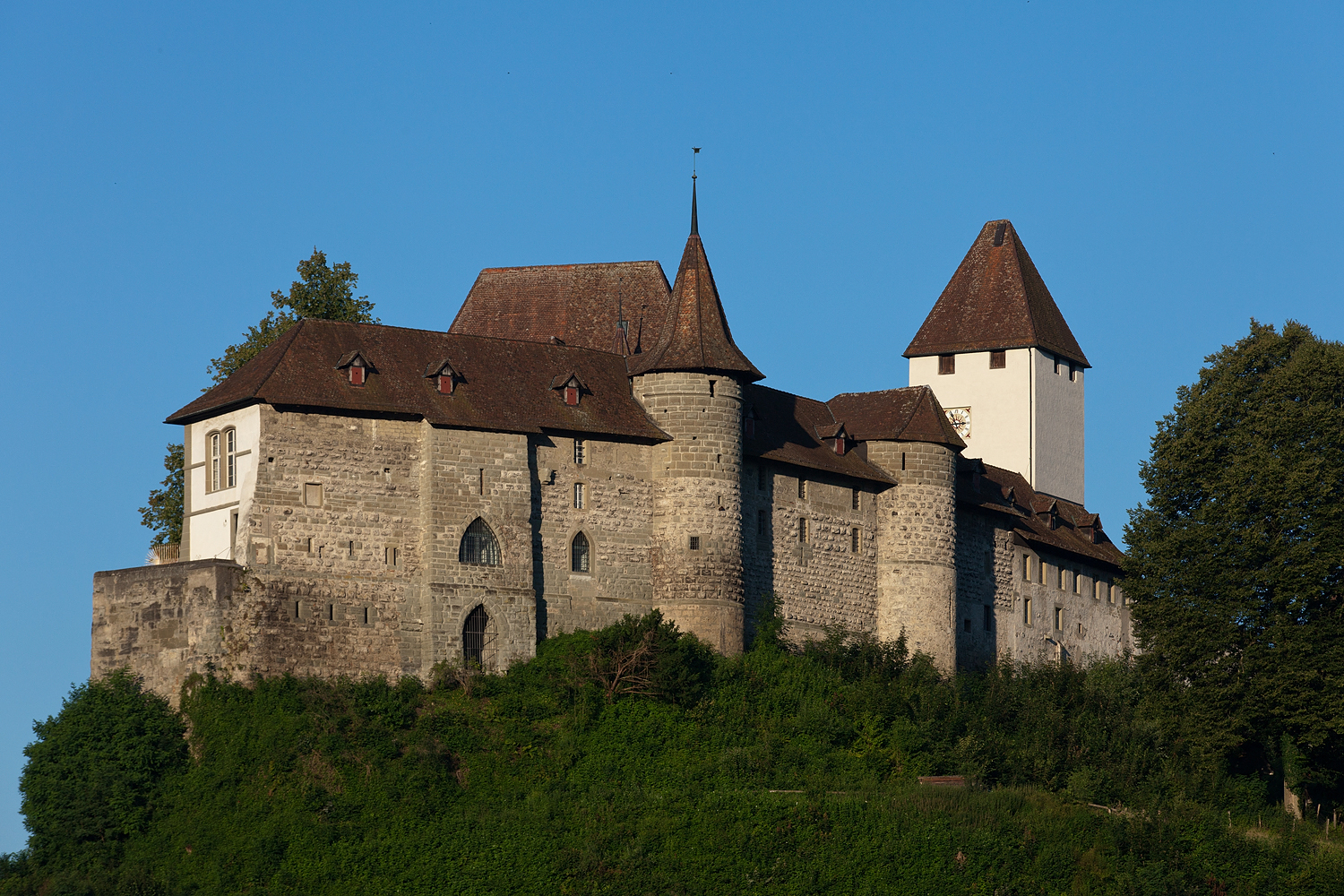
Schloss
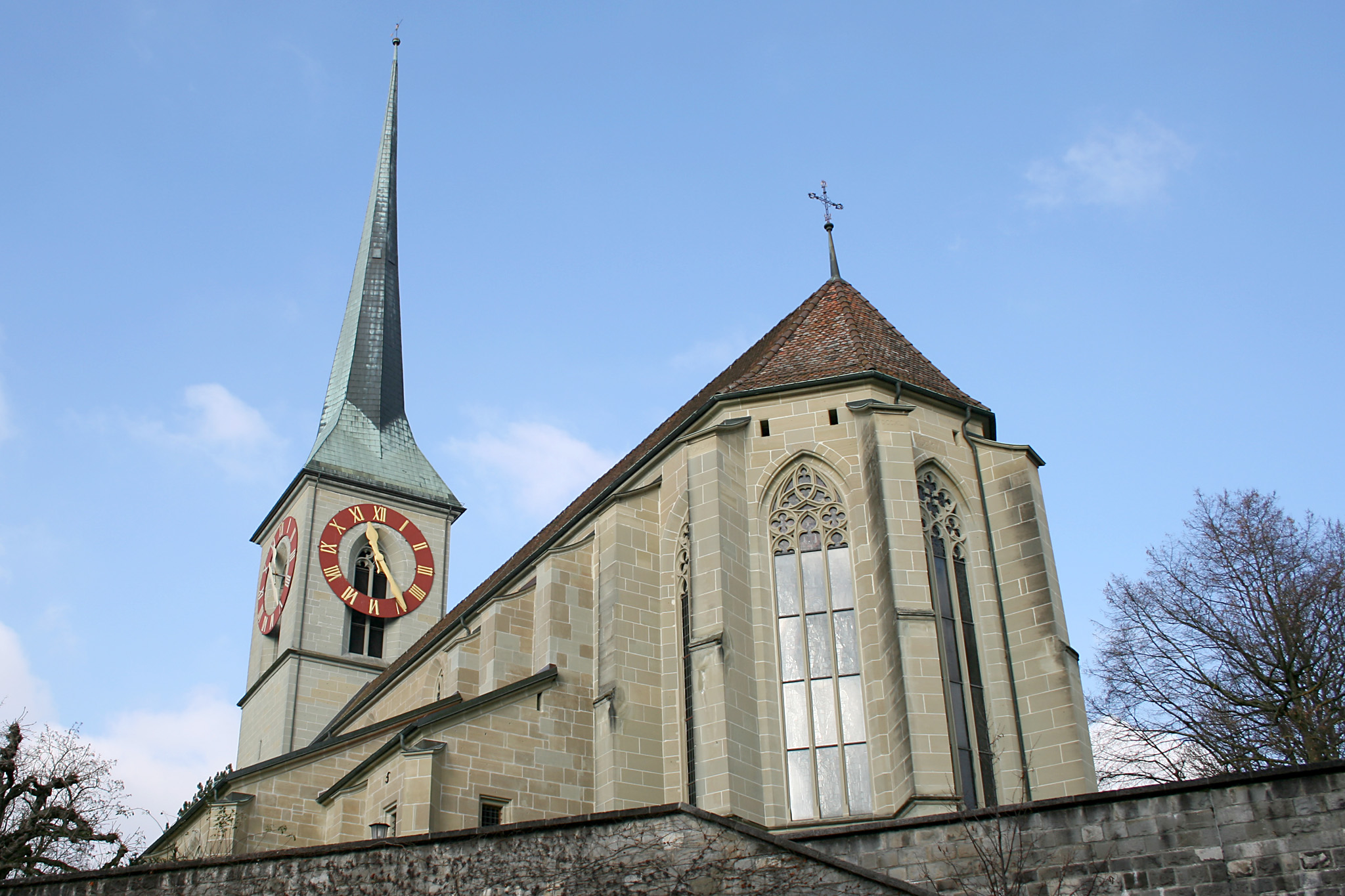
Stadtkirche
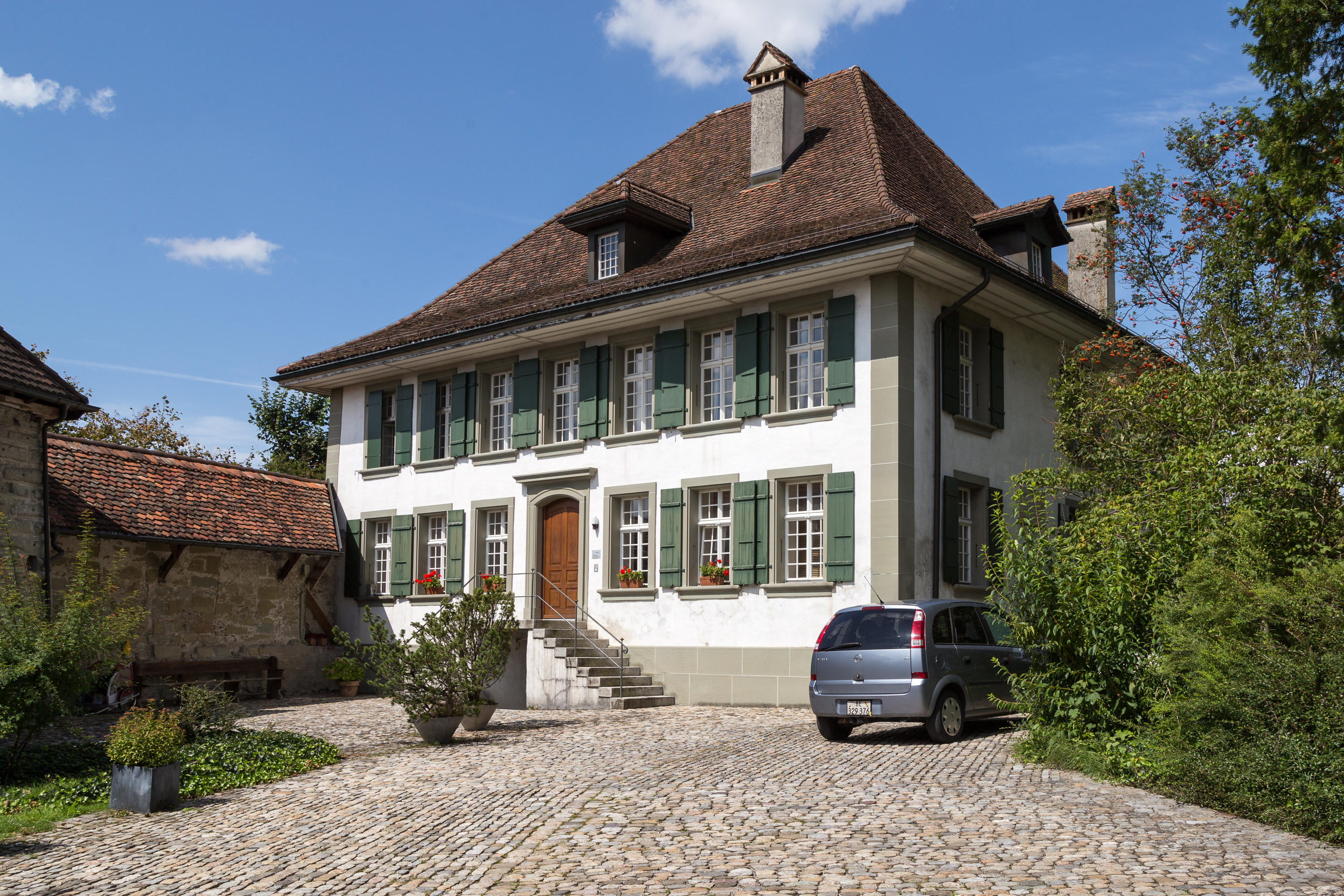
Pfarrhaus der Stadtkirche
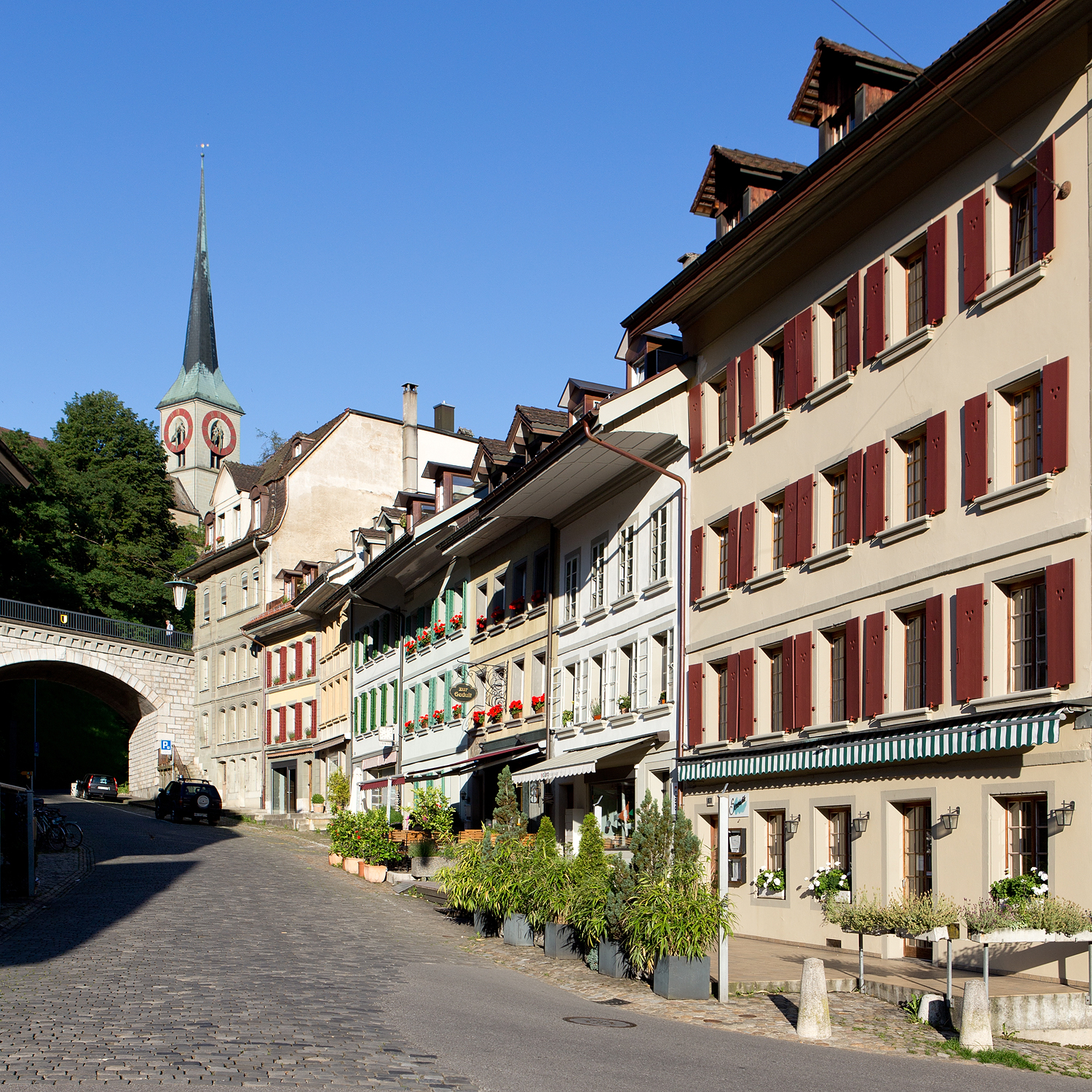
Metzgergasse
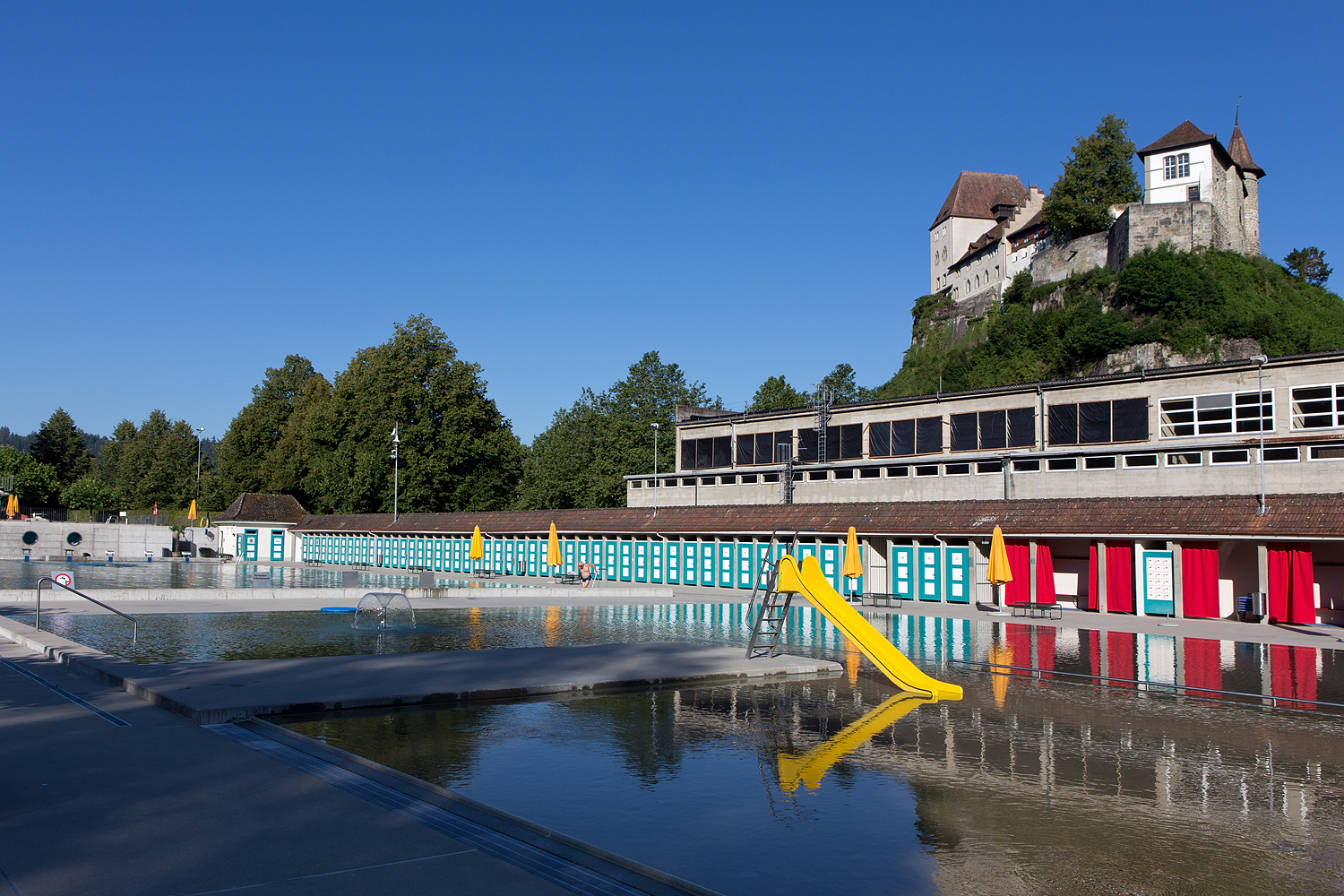
Freibad
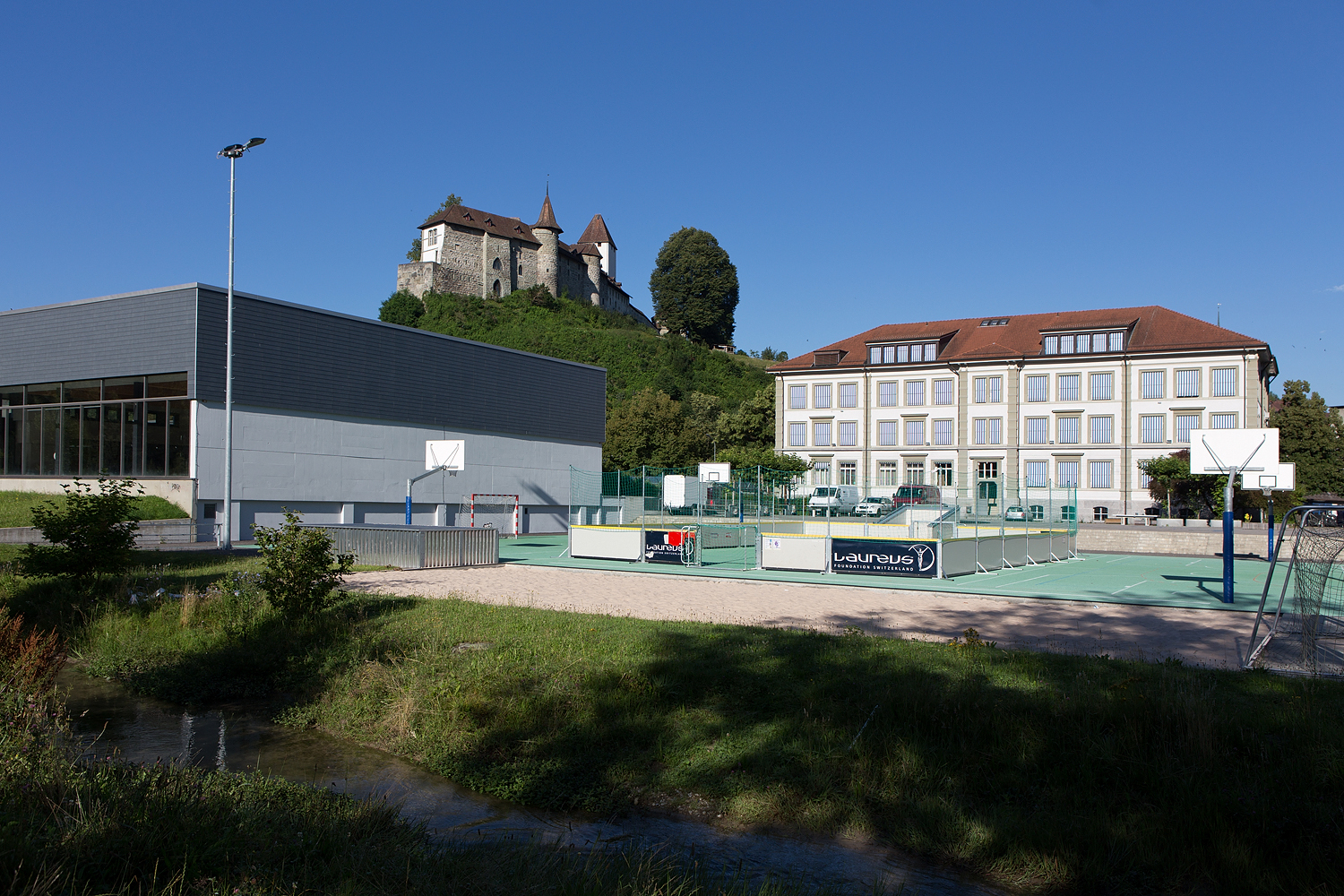
Schwimmhalle und Pestalozzi-Schulhaus
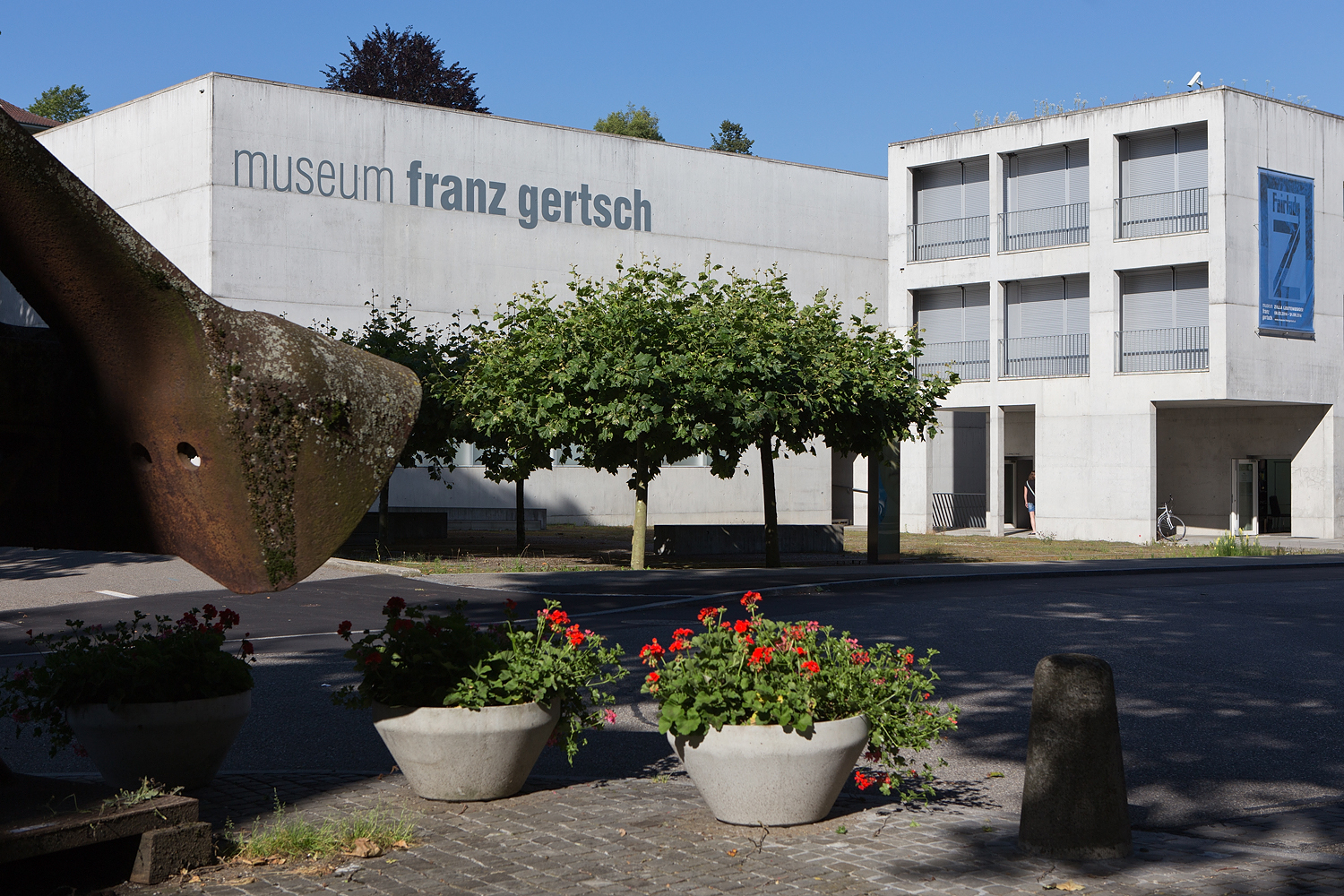
Museum Franz Gertsch
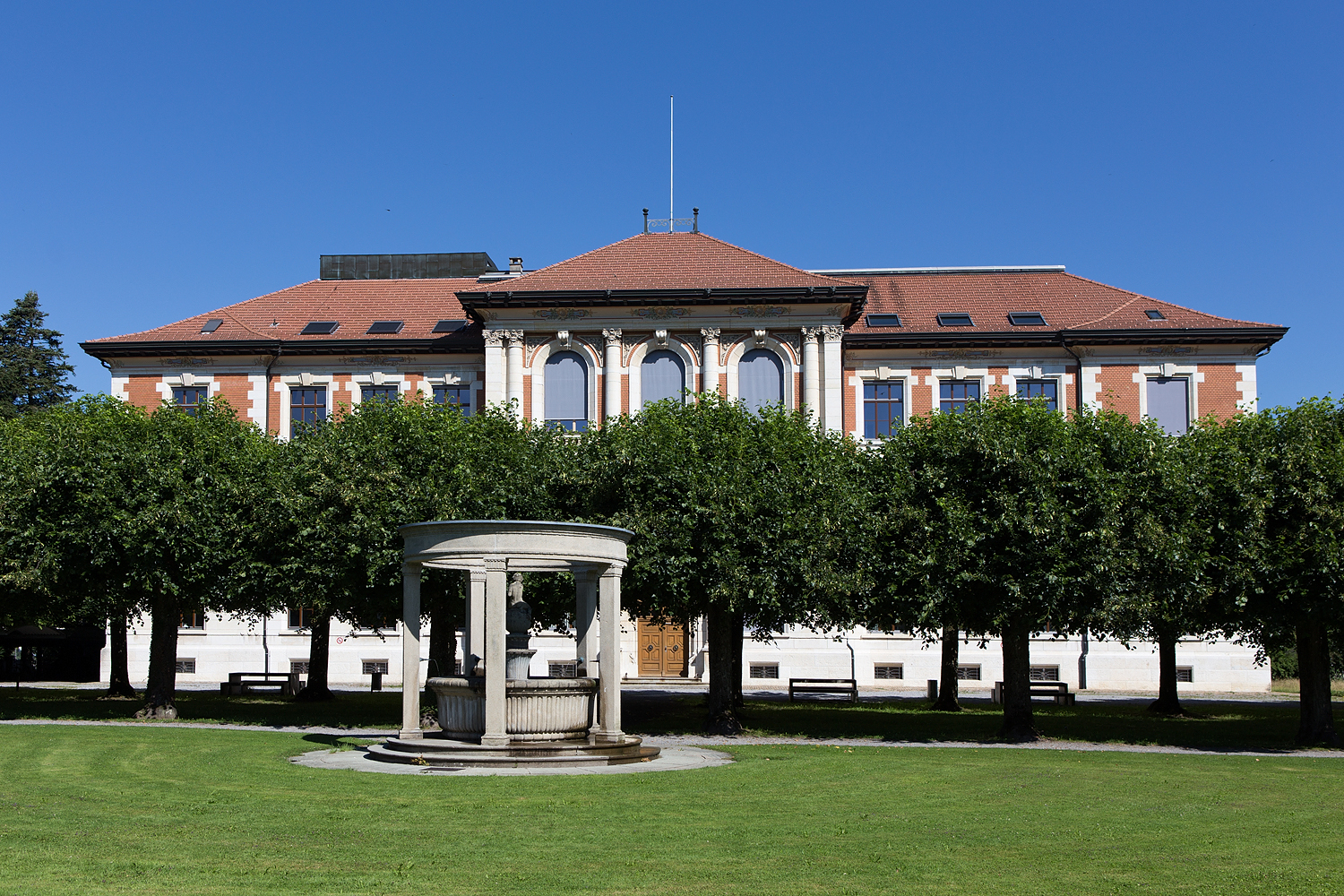
Gymnasium
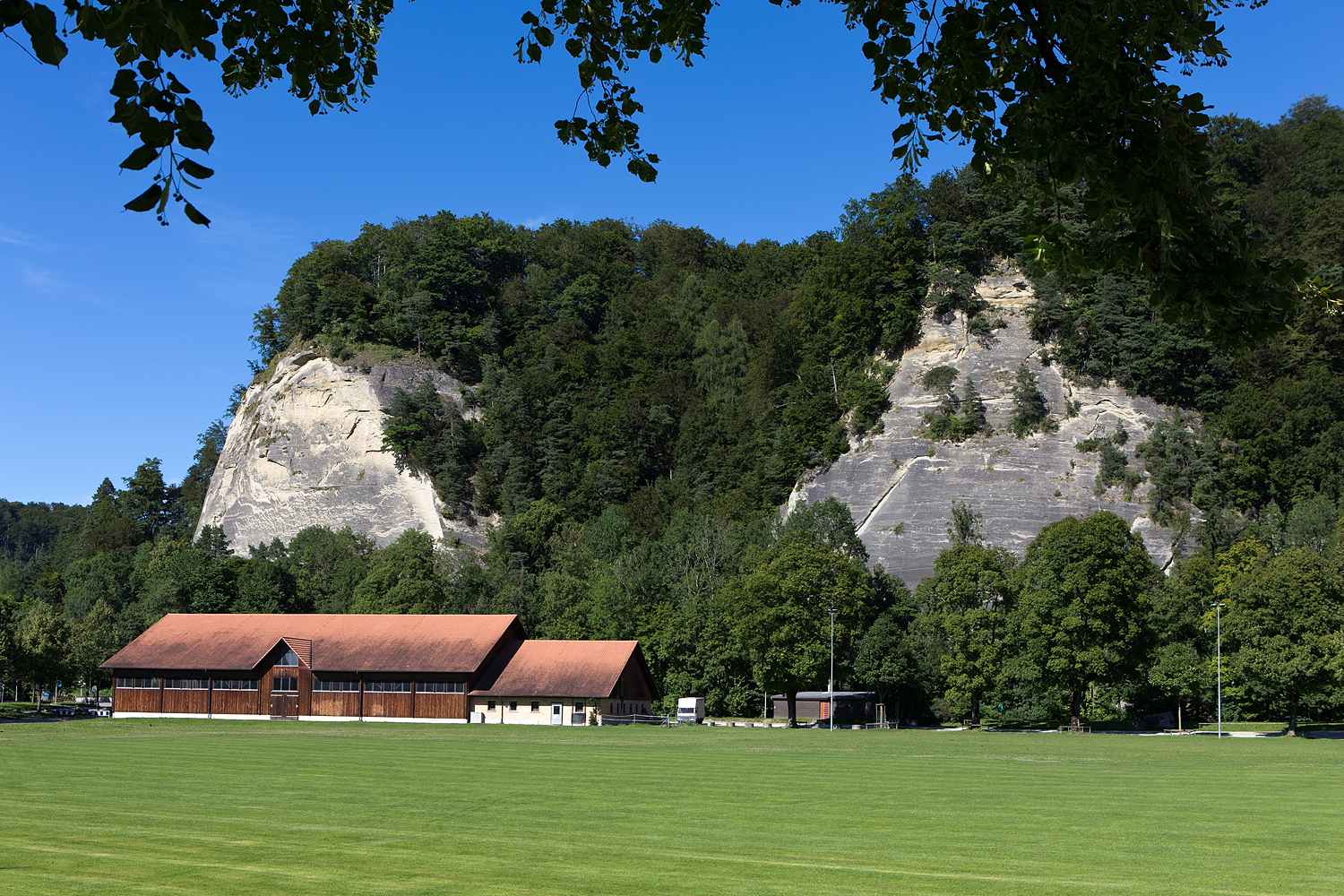
Sandsteinfelsen